# Tadka

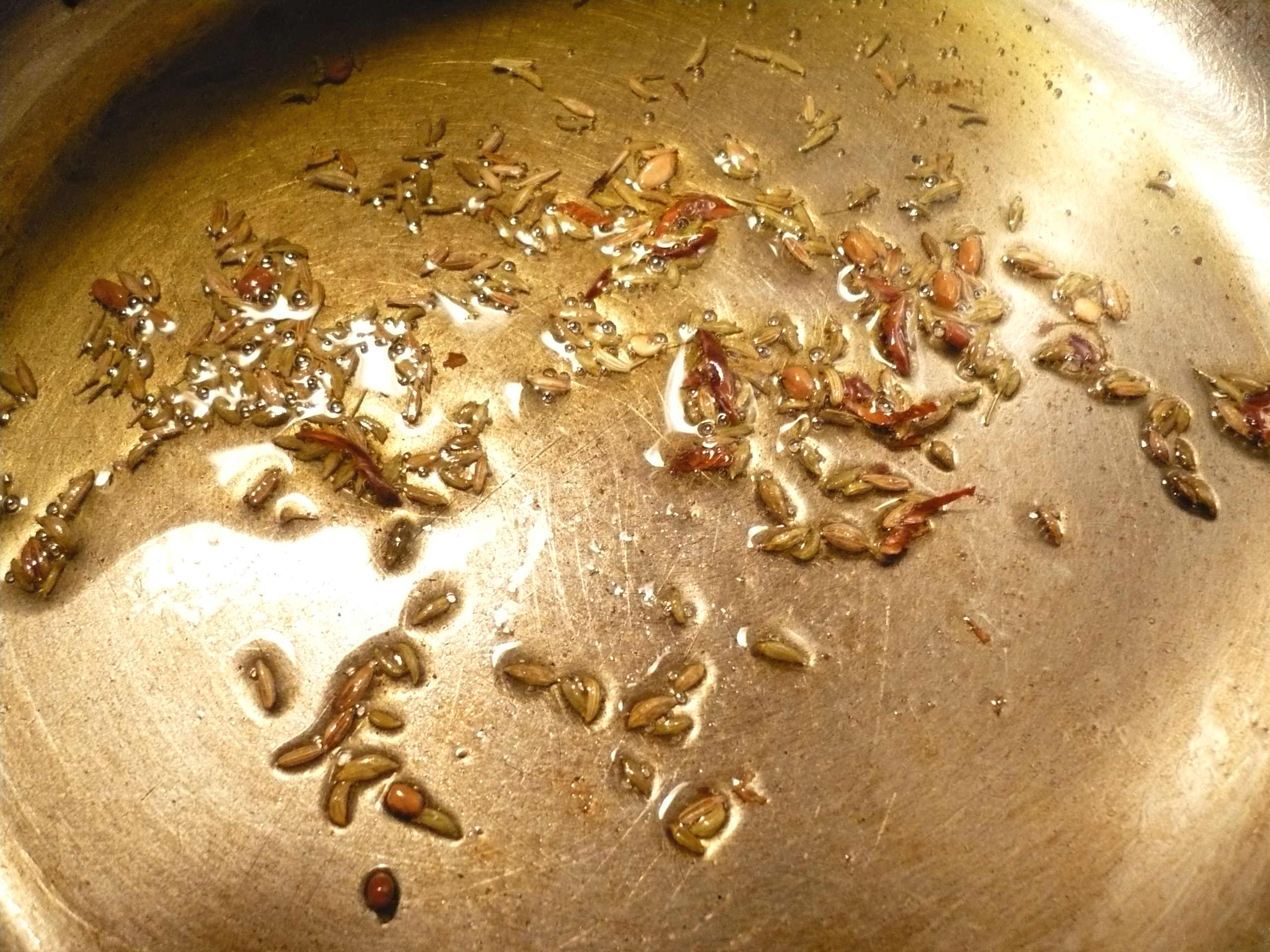
Tadka (contenant de l’huile, des graines de fenouil, des graines de carvi, des graines de fenugrec, et des piments rouges séchés coupés finement dans une poêle).

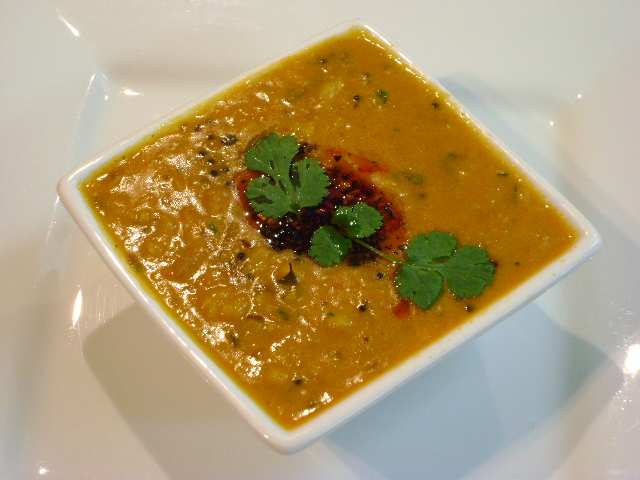
Dal tadka.

Le mot tadka (de l'hindoustani तड़का ou تڑکا (taṛkā) ; appelé aussi tempering en anglais) désigne une technique utilisée dans les cuisines du monde indien, consistant à faire brièvement frire les épices entières (et parfois aussi d'autres ingrédients tels que la racine de gingembre émincée ou du sucre) dans de l'huile ou du ghee pour en libérer les huiles essentielles et améliorer ainsi leur saveur.
En règle générale, le tadka est fait au début de la cuisson, avant de l'ajouter, avec l'huile, aux autres ingrédients pour un curry ou un plat semblable. Il peut aussi être ajouté à un plat à la fin de la cuisson, juste avant de le servir (comme avec un dal ou un sambar).

## Ingrédients utilisés
Les  épices utilisées pour le tadka comprennent les graines de cumin, les graines de moutarde noire, les graines de fenouil, les graines de nigelle, les piments verts frais, les piments rouges secs, les graines de fenugrec, l'ase fétide, la cannelle de Chine, l'ajowan, les clous de girofle, les haricots urd, les feuilles de curry, l'oignon haché, l'ail, les feuilles de cinnamomum tamala (tejpat).
Lorsque de multiples ingrédients sont utilisés, ils sont souvent ajoutés successivement en fonction du temps nécessaire pour en libérer la saveur. Ceux nécessitant plus de cuisson sont frits les premiers alors que ceux qui nécessitent moins de cuisson sont ajoutés plus tard.
Dans les cuisines de l'Orissa et du Bengale, un mélange d'épices entières appelé panch phutana ou panch phoron est utilisé à cette fin.